# Ulrike syriaca
Ulrike syriaca is een kameelhalsvliegensoort uit de familie van de Raphidiidae. De soort komt voor in Cyprus, Israël, Libanon en Syrië.
Ulrike syriaca werd voor het eerst wetenschappelijk beschreven door Steinmann in 1964.